# Il diavolo veste Prada (romanzo)
Il diavolo veste Prada (The Devil Wears Prada) è un romanzo di Lauren Weisberger che narra la storia di una giovane assistente al servizio della perfida direttrice della più importante rivista di moda al mondo.
L'autrice è stata realmente in passato l'assistente personale di Anna Wintour, direttrice di Vogue America, sebbene nella prefazione scriva che i fatti e i personaggi narrati siano di pura fantasia.
Nel 2006 è uscito il film Il diavolo veste Prada, tratto dal libro, con Meryl Streep e Anne Hathaway nel ruolo delle protagoniste.

## Trama
Andrea Sachs, neolaureata ventitreenne con il sogno di diventare scrittrice, viene insperatamente ammessa ad un colloquio presso la prestigiosa rivista di moda Runway, la più venduta al mondo, che ha sede a New York. Durante il colloquio le viene offerta la possibilità di intraprendere velocemente un'ottima carriera facendo da seconda assistente personale a Miranda Priestly, direttore della famosa rivista. Miranda è universalmente considerata un mito assoluto, esile ed elegante come nessuna, ma allo stesso tempo è il terrore di tutte le persone che ha intorno. La direttrice però assicura ad Andy il posto che desidera solo se rimarrà un anno al suo servizio. Andrea accetta subito senza rendersi conto di quanto duro e snervante quell'anno si sarebbe rivelato. Miranda infatti l'assorbe talmente con i suoi continui ordini e i mille capricci, ma soprattutto con le sue ripetute telefonate in qualsiasi ora del giorno e della notte, con le assurde richieste che non ammettono fallimento, che Andrea non solo perde cinque chili per il continuo stress, ma rischia anche di perdere l'amore, l'affetto e la stima di Alex, il suo fidanzato, di Lily, la sua migliore amica, e degli amati genitori, completamente trascurati per il continuo lavoro.
Andrea rischia più volte il collasso nervoso, mal sopportando le critiche dei suoi amici che non riescono a credere che Miranda sia davvero così terribile e vengono invece abbagliati dal mondo che frequenta, ma tiene duro pensando che il suo sacrificio dovrà durare solo un anno. Ormai allo scadere dell'anno la sorte vuole che sia proprio Andrea ad accompagnare Miranda a Parigi, durante la settimana della moda, uno degli eventi cui Miranda tiene di più. Tutto sembra andare per il meglio e Andrea riesce addirittura a parlare a Miranda dei suoi progetti futuri. Improvvisamente, però, viene avvisata dai genitori che la sua amica Lily ha avuto un terribile incidente ed è in coma. Andrea è indecisa se rientrare anticipatamente per stare vicino all'amica o rimanere a Parigi: ma la festa di Runway, l'evento più importante della sua carriera è a soli due giorni e la sua partenza anticipata causerebbe il sicuro licenziamento. Così decide di rimanere, confortata anche dallo spregiudicato pensiero che se l'amica è in coma, non sarebbe cambiato nulla con la sua presenza.
Miranda, venuta a conoscenza della vicenda, sorprende Andrea dicendole che quella era la decisione giusta da prendere e che anche lei avrebbe fatto così e, anzi, che Andrea le ricorda lei stessa come era da giovane. Andrea improvvisamente si rende conto che il diventare come Miranda non è assolutamente quello che lei desidera, rimette quindi in ordine la sua vita e decide immediatamente di tornare a New York dalla sua amica. Il licenziamento che immediatamente segue è nulla in confronto alla grande soddisfazione di aver smesso di condurre quel tipo di vita. A questo punto Lily guarisce, Andrea torna serena e allegra e riesce a farsi ammettere ad un nuovo colloquio di lavoro nello stesso edificio dove ha sede Runway, presso la redazione di una rivista diversa, come scrittrice, questa volta. E, naturalmente, all'ingresso dell'edificio, quasi si scontra con una ragazza trafelata con molti caffè e giornali in una mano che, correndo, risponde al telefono: è la nuova assistente di Miranda.

## Sequel
Il 4 giugno 2013 è uscito negli Stati Uniti Revenge Wears Prada: The Devil Returns (La vendetta veste Prada: Il ritorno del diavolo) ambientato dieci anni dopo il fortunato primo capitolo. Andy Sachs è divenuta editore capo di una sua rivista, The Plunge, dedicata ai matrimoni la cui Public Relation è la ex nemesi di Andrea, Emily Charlton (che nel precedente capitolo era l'assistente senior di Miranda), ora sua migliore amica. La protagonista sta organizzando il suo matrimonio con un rampollo di una delle migliori famiglie di Manhattan; e reincontrerà la sua temuta mentore Miranda Pristley.

## Edizioni
- Lauren Weisberger, Il diavolo veste Prada, traduzione di Roberta Corradin, Piemme, 2006,  p. 415, ISBN 88-384-7779-5.